# Bicycle Race
Bicycle Race is een nummer van de Britse band Queen en is geschreven door zanger Freddie Mercury. Het werd uitgebracht als single in 1978 en stond op het album Jazz.
Bicycle Race is uitgebracht als dubbele A-kant, samen met Fat Bottomed Girls. In de tekst van het nummer komt de tekstregel Fat bottomed girls, they'll be riding today, so look out for those beauties, oh yeah voor, een duidelijke verwijzing naar de andere A-kant. In Fat Bottomed Girls zit de tekst Get on your bikes and ride waarmee weer wordt terugverwezen.
De videoclip laat een fietswedstrijd zien met 65 naakte modellen. De clip werd in eerste instantie niet uitgezonden vanwege de beelden van de modellen. Hierop werd de clip aangepast zodat naaktheid niet meer direct te zien was.
Voorafgaand aan de gitaarsolo in het nummer is er een solo van fietsbellen.

## Hitnotering
| Bicycle Race in de Nederlandse Top 40 - binnen: 4 november 1978 | Bicycle Race in de Nederlandse Top 40 - binnen: 4 november 1978 | Bicycle Race in de Nederlandse Top 40 - binnen: 4 november 1978 | Bicycle Race in de Nederlandse Top 40 - binnen: 4 november 1978 | Bicycle Race in de Nederlandse Top 40 - binnen: 4 november 1978 | Bicycle Race in de Nederlandse Top 40 - binnen: 4 november 1978 | Bicycle Race in de Nederlandse Top 40 - binnen: 4 november 1978 | Bicycle Race in de Nederlandse Top 40 - binnen: 4 november 1978 | Bicycle Race in de Nederlandse Top 40 - binnen: 4 november 1978 | Bicycle Race in de Nederlandse Top 40 - binnen: 4 november 1978 | Bicycle Race in de Nederlandse Top 40 - binnen: 4 november 1978 | Bicycle Race in de Nederlandse Top 40 - binnen: 4 november 1978 |
| Week                                                            | 1                                                               | 2                                                               | 3                                                               | 4                                                               | 5                                                               | 6                                                               | 7                                                               | 8                                                               | 9                                                               | 10                                                              |                                                                 |
| --------------------------------------------------------------- | --------------------------------------------------------------- | --------------------------------------------------------------- | --------------------------------------------------------------- | --------------------------------------------------------------- | --------------------------------------------------------------- | --------------------------------------------------------------- | --------------------------------------------------------------- | --------------------------------------------------------------- | --------------------------------------------------------------- | --------------------------------------------------------------- | --------------------------------------------------------------- |
| Nummer                                                          | 19                                                              | 13                                                              | 9                                                               | 8                                                               | 7                                                               | 7                                                               | 13                                                              | 20                                                              | 36                                                              | 37                                                              | uit                                                             |

| Bicycle Race in de Single Top 100 - binnen: 11 november 1978 | Bicycle Race in de Single Top 100 - binnen: 11 november 1978 | Bicycle Race in de Single Top 100 - binnen: 11 november 1978 | Bicycle Race in de Single Top 100 - binnen: 11 november 1978 | Bicycle Race in de Single Top 100 - binnen: 11 november 1978 | Bicycle Race in de Single Top 100 - binnen: 11 november 1978 | Bicycle Race in de Single Top 100 - binnen: 11 november 1978 | Bicycle Race in de Single Top 100 - binnen: 11 november 1978 | Bicycle Race in de Single Top 100 - binnen: 11 november 1978 | Bicycle Race in de Single Top 100 - binnen: 11 november 1978 | Bicycle Race in de Single Top 100 - binnen: 11 november 1978 | Bicycle Race in de Single Top 100 - binnen: 11 november 1978 | Bicycle Race in de Single Top 100 - binnen: 11 november 1978 |
| Week                                                         | 1                                                            | 2                                                            | 3                                                            | 4                                                            | 5                                                            | 6                                                            | 7                                                            | 8                                                            | 9                                                            | 10                                                           | 11                                                           |                                                              |
| ------------------------------------------------------------ | ------------------------------------------------------------ | ------------------------------------------------------------ | ------------------------------------------------------------ | ------------------------------------------------------------ | ------------------------------------------------------------ | ------------------------------------------------------------ | ------------------------------------------------------------ | ------------------------------------------------------------ | ------------------------------------------------------------ | ------------------------------------------------------------ | ------------------------------------------------------------ | ------------------------------------------------------------ |
| Nummer                                                       | 11                                                           | 12                                                           | 5                                                            | 6                                                            | 9                                                            | 12                                                           | 15                                                           | 23                                                           | 36                                                           | 39                                                           | 40                                                           | uit                                                          |

### NPO Radio 2 Top 2000
| Nummer met noteringen in de NPO Radio 2 Top 2000 | '99 | '00 | '01 | '02 | '03 | '04 | '05 | '06 | '07 | '08 | '09 | '10 | '11 | '12 | '13 | '14 | '15 | '16 | '17  | '18 | '19 | '20 | '21  | '22  | '23  | '24  |
| ------------------------------------------------ | --- | --- | --- | --- | --- | --- | --- | --- | --- | --- | --- | --- | --- | --- | --- | --- | --- | --- | ---- | --- | --- | --- | ---- | ---- | ---- | ---- |
| Bicycle Race                                     | 575 | 626 | -   | 672 | 681 | 590 | 584 | 630 | 753 | 641 | 713 | 754 | 697 | 486 | 837 | 970 | 991 | 976 | 1073 | 714 | 751 | 969 | 1090 | 1257 | 1337 | 1333 |

1. ↑  Een '-' betekent dat het nummer niet was genoteerd en een vetgedrukt getal geeft de hoogste notering aan.

## Trivia
- De fietsen uit de videoclip waren gehuurd van Halfords. Toen ze werden teruggebracht, moest Queen betalen voor alle zadels omdat Halfords wist waar ze voor waren gebruikt.
- Tijdens een optreden in Madison Square Garden reed een aantal vrouwen topless rond op een fiets op het podium.
- In de tekst worden veel referenties gemaakt naar allerlei zaken uit de jaren 70, waaronder Jaws, Star Wars, Superman, Watergateschandaal en Vietnam.